# 茨城県警察部
茨城県警察部（いばらきけんけいさつぶ）は、戦前の内務省監督下の茨城県が設置した府県警察部であり、茨城県内を管轄区域とする。
1948年（昭和23年）3月6日に廃止され、茨城県警察部は国家地方警察茨城県本部と水戸市警察などの自治体警察に再編された。

## 沿革
- 1875年（明治8年）12月　茨城県庁に第四課を設置。
- 1879年（明治12年）4月　茨城県警察本署に改称。
- 1886年（明治19年）7月　茨城県警察本部に改称。
- 1890年（明治23年）10月　茨城県警察部に改称。
- 1905年（明治38年）4月　茨城県第四部に改称。
- 1907年（明治40年）7月　茨城県警察部に改称。
- 1928年（昭和3年）7月　特別高等警察課を設置。
- 1945年（昭和20年）10月　特別高等警察が廃止。
- 1946年（昭和21年）8月　公安課（公安警察）を設置。

## 組織
1930年（昭和5年）
- 警務課
- 高等警察課
- 特別高等警察課
- 保安課
- 刑事課
- 衛生課

## 警察署
1927年（昭和2年）
- 水戸警察署
- 湊警察署
- 笠間警察署
- 大宮警察署
- 菅谷警察署
- 太田警察署
- 大子警察署
- 松原警察署
- 助川警察署
- 鉾田警察署
- 鹿島警察署
- 麻生警察署
- 土浦警察署
- 石岡警察署
- 境警察署
- 古河警察署
- 江戸崎警察署
- 龍ヶ崎警察署
- 下妻警察署
- 水海道警察署
- 結城警察署
- 谷田部警察署
- 北条警察署
- 下館警察署
- 真壁警察署
- 取手警察署

## 歴代部長
| 代 | 官職名                 | 氏名       | 就任日         | 退任日         | 前職                      | 後職                            | 備考                           |
| -- | ---------------------- | ---------- | -------------- | -------------- | ------------------------- | ------------------------------- | ------------------------------ |
| 1  | 警部長 警察本署長      | 藤田健     | 1882年3月16日  | 1884年2月14日  | 山形県西村山郡長          | 茨城県東茨城郡長                |                                |
| 2  | 警部長 警察本署長      | 竹内寿貞   | 1884年2月14日  | 1886年7月20日  | 内務二等属                | -                               |                                |
| 2  | 警部長 警察本部長      | 竹内寿貞   | 1886年7月20日  | 1886年8月12日  | -                         | 静岡県駿東郡長                  |                                |
| 3  | 警部長 警察本部長      | 入佐清静   | 1886年8月12日  | 1889年11月11日 | 茨城県警部兼典獄          | 鳥取県警部長                    |                                |
| 4  | 警部長 警察本部長      | 今井兼喜   | 1889年11月11日 | 1890年4月4日   | 鹿児島県警部長            | 非職                            |                                |
| 5  | 警部長 警察本部長      | 和田勇     | 1890年4月4日   | 1890年10月11日 | 五等警視                  | -                               |                                |
| 5  | 警部長 警察部長        | 和田勇     | 1890年10月11日 | 1892年7月27日  | -                         | 高知県警部長                    |                                |
| 6  | 警部長 警察部長        | 古垣兼成   | 1892年7月27日  | 1893年12月9日  | 高知県警部長              | 依願免本官                      |                                |
| 7  | 警部長 警察部長        | 川上親義   | 1893年12月22日 | 1898年7月27日  | 群馬県警部長              | 静岡県警部長                    |                                |
| 8  | 警部長 警察部長        | 藤崎虎二   | 1898年7月27日  | 1900年8月8日   | 山梨県警部長              | 青森県警部長                    |                                |
| 9  | 警部長 警察部長        | 桜井高尚   | 1900年8月8日   | 1902年4月25日  | 鹿児島県警部長            | 宮城県警部長                    |                                |
| 10 | 警部長 警察部長        | 中島精一   | 1902年4月25日  | 1903年7月16日  | 長野県東筑摩郡長          | 休職                            |                                |
| 11 | 警部長 警察部長        | 龍岡篤敬   | 1903年7月16日  | 1905年4月19日  | 佐賀県警部長              | -                               |                                |
| 11 | 事務官 第四部長 警務長 | 龍岡篤敬   | 1905年4月19日  | 1906年7月28日  | -                         | 千葉県事務官・第四部長          |                                |
| 12 | 事務官 第四部長 警務長 | 川口彦治   | 1906年7月28日  | 1907年1月14日  | 山梨県事務官・第四部長    | 大分県事務官 第一部長兼第三部長 |                                |
| 13 | 事務官 第四部長 警務長 | 木間瀬策三 | 1907年1月14日  | 1907年7月13日  | 千葉県事務官              | -                               |                                |
| 13 | 事務官 警察部長 警務長 | 木間瀬策三 | 1907年7月13日  | 1908年3月30日  | -                         | 茨城県事務官・内務部長          |                                |
| 14 | 事務官 警察部長 警務長 | 堀田貢     | 1908年3月30日  | 1910年7月14日  | 神奈川県事務官            | 内務書記官                      |                                |
| 15 | 事務官 警察部長 警務長 | 真中直道   | 1910年7月14日  | 1912年6月29日  | 埼玉県事務官・警察部長    | 山口県事務官・内務部長          |                                |
| 16 | 事務官 警察部長 警務長 | 児玉孝顕   | 1912年6月29日  | 1913年6月13日  | 検事                      | -                               |                                |
| 16 | 警察部長               | 児玉孝顕   | 1913年6月13日  | 1914年4月28日  | -                         | 徳島県警察部長                  |                                |
| 17 | 警察部長               | 亀井光政   | 1914年4月28日  | 1916年10月13日 | 鳥取県警察部長            | 徳島県内務部長                  |                                |
| 18 | 警察部長               | 浅利三朗   | 1916年10月13日 | 1917年10月1日  | 大阪府理事官              | 高知県警察部長                  |                                |
| 19 | 警察部長               | 中山佐之助 | 1917年10月1日  | 1919年9月27日  |                           | 熊本県内務部長                  |                                |
| 20 | 警察部長               | 小林一男   | 1919年9月27日  | 1920年9月14日  | 秋田県南秋田郡長          | 愛媛県警察部長                  |                                |
| 21 | 警察部長               | 久保豊四郎 | 1920年9月14日  | 1921年7月22日  |                           | 関東庁参事官                    |                                |
| 22 | 警察部長               | 斎藤直橘   | 1921年7月22日  | 1923年10月27日 | 大阪府理事官              | 奈良県内務部長                  |                                |
| 23 | 警察部長               | 井上英     | 1923年10月27日 | 1924年6月27日  | 大阪府理事官              | 熊本県警察部長                  |                                |
| 24 | 警察部長               | 伊賀良一   | 1924年6月27日  | 1924年12月20日 | 岐阜県理事官              | -                               |                                |
| 24 | 書記官 警察部長        | 伊賀良一   | 1924年12月20日 | 1926年9月28日  | -                         | 宮城県書記官・警察部長          |                                |
| 25 | 書記官 警察部長        | 金森太郎   | 1926年9月28日  | 1927年5月17日  | 富山県書記官・警察部長    | 休職                            |                                |
| 26 | 書記官 警察部長        | 立田清辰   | 1927年5月17日  | 1929年7月8日   | 徳島県書記官・警察部長    | 熊本県書記官・警察部長          |                                |
| 27 | 書記官 警察部長        | 纐纈弥三   | 1929年7月8日   | 1930年3月17日  | 警視庁警視                | 休職                            |                                |
| 28 | 書記官 警察部長        | 三輪義明   | 1930年3月17日  | 1930年12月22日 | 復興局事務官              | 死去                            |                                |
| 29 | 書記官 警察部長        | 吉永時次   | 1930年12月27日 | 1931年12月24日 | 宮崎県書記官・警察部長    | 広島県書記官・警察部長          |                                |
| 30 | 書記官 警察部長        | 佐々木芳遠 | 1931年12月24日 | 1933年6月23日  | 岩手県書記官・警察部長    | 山口県書記官・警察部長          |                                |
| 31 | 書記官 警察部長        | 高野源進   | 1933年6月23日  | 1935年1月19日  | 滋賀県書記官・警察部長    | 警視庁部長・刑事部長            |                                |
| 32 | 書記官 警察部長        | 八田三郎   | 1935年1月19日  | 1936年4月25日  | 拓務書記官                | 長野県書記官・経済部長          |                                |
| 33 | 書記官 警察部長        | 生悦住求馬 | 1936年4月25日  | 1937年6月16日  | 内務事務官                | 静岡県書記官・警察部長          |                                |
| 34 | 書記官 警察部長        | 沖野悟     | 1937年6月16日  | 1937年10月1日  | 宮崎県書記官・警察部長    | 内務書記官                      |                                |
| 35 | 書記官 警察部長        | 宮田笑内   | 1937年10月1日  | 1939年9月8日   | 内務事務官 兼関東局事務官 | 警視庁部長・衛生部長            |                                |
| 36 | 書記官 警察部長        | 柘植文雄   | 1939年9月8日   | 1940年7月26日  | 和歌山県書記官            | 静岡県書記官・警察部長          |                                |
| 37 | 書記官 警察部長        | 橋爪清人   | 1940年7月26日  | 1941年1月8日   | 奈良県書記官・警察部長    | 新潟県書記官・学務部長          |                                |
| 38 | 書記官 警察部長        | 山路定     | 1941年1月8日   | 1942年7月7日   | 青森県書記官・警察部長    | 山口県書記官・警察部長          |                                |
| 39 | 書記官 警察部長        | 田中楢一   | 1942年7月7日   | 1942年11月1日  | 秋田県書記官・警察部長    | -                               |                                |
| 39 | 部長 警察部長          | 田中楢一   | 1942年11月1日  | 1944年8月2日   | -                         | 内務書記官 情報局情報官         |                                |
| 40 | 部長 警察部長          | 門叶宗雄   | 1944年8月2日   | 1945年2月24日  | 茨城県部長・経済部長      | 内務書記官 兼内務省監査官       |                                |
| 41 | 部長 警察部長          | 松野貞夫   | 1945年2月24日  | 1945年10月13日 | 佐賀県部長・警察部長      | 休職                            |                                |
| 42 | 部長 警察部長          | 松浦栄     | 1945年10月13日 | 1945年10月27日 | -                         | -                               | 兼任 本務:茨城県部長・内政部長 |
| 43 | 部長 警察部長          | 井上康夫   | 1945年10月27日 | 1946年4月1日   | 地方警視                  | -                               |                                |
| 43 | 地方事務官 警察部長    | 井上康夫   | 1946年4月1日   | 1947年2月24日  | -                         |                                 |                                |
| 44 | 地方事務官 警察部長    | 沢田建男   | 1947年2月24日  | 1947年5月2日   | 山口県地方事務官 警察部長 |                                 |                                |
| 45 | 地方事務官 警察部長    | 小川鍛     | 1947年5月2日   | 1948年3月6日   | 滋賀県地方事務官 警察部長 |                                 |                                |